# Juan Gil-Albert
Juan Gil-Albert Simón (Alcoy, Alicante, 1 de abril de 1904 - Valencia, 4 de julio de 1994), nombre por el que quiso ser conocido Juan de Mata Gil Simón, fue un poeta y ensayista español.

## Biografía
De una familia perteneciente a la alta burguesía, sus primeros años de formación corrieron a cargo de un profesor particular y en un colegio de monjas de Alcoy. Cuando cuenta nueve años, la familia se traslada a Valencia en pos de su padre, que abre allí un almacén de ferretería, e ingresa como interno en el Colegio de los Escolapios. En Valencia acaba el bachillerato e inicia los estudios de Derecho y Filosofía y Letras, sin llegar a acabar estas carreras, que le aburren. Lee mucho, pero los autores que le marcan son especialmente Gabriel Miró, Valle-Inclán y Azorín. En 1927 publicó sus dos primeras obras en prosa, La fascinación de lo irreal, colección de relatos costeada por él mismo y con influjos de Oscar Wilde y Gabriel Miró, y Vibración del estío. La crítica acogió estas obras con entusiasmo, especialmente Las Provincias de Valencia y El Noticiero Regional de Alcoy. 

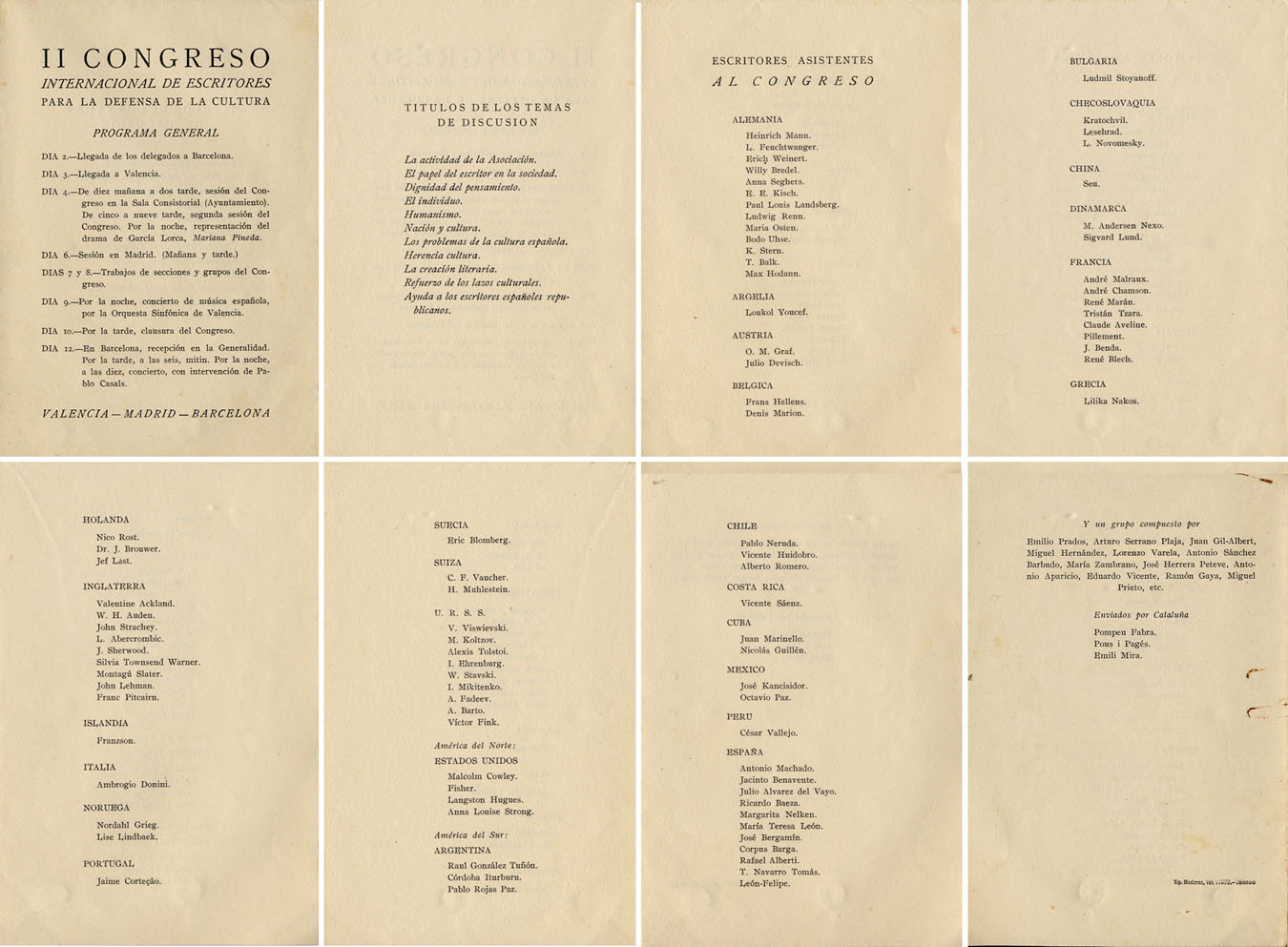
II Congreso internacional de escritores para la defensa de la cultura.

A partir de 1929 entra en política de la mano de José Bueno, Juan Miguel Romá y Juan Renau. Max Aub le puso en contacto con todos los "ismos" y vanguardias. Y Federico García Lorca, Juan Ramón Jiménez, Luis Cernuda, Manuel Altolaguirre, Pablo Neruda, María Zambrano, Rosa Chacel, Miguel Hernández y Vicente Aleixandre entre 1930 y 1934 lo ponen en contacto con la poesía. En el período 1936-1938, Manuel Altolaguirre le publica sus primeros libros poéticos, bastante tardíos; el primero apareció en 1936 con el título Misteriosa presencia, colección de sonetos de tema amoroso donde se deja sentir la huella de Luis de Góngora y Stéphane Mallarmé, seguido de Candente horror, del mismo año. De 1938 es Son nombres ignorados, impreso en Barcelona y que supone su dolorida conciencia de la guerra civil española. En 1936 cofunda en Valencia la revista Hora de España, cuya redacción está formada por Juan Gil-Albert, Rafael Dieste, Antonio Sánchez Barbudo y Ramón Gaya. A mediados de 1937, se unieron a ellos en la redacción María Zambrano y Arturo Serrano Plaja. Cuando Valencia se convierte en capital de la República, la casa de Juan Gil-Albert se convierte en centro de reunión de los intelectuales republicanos. Participa en la organización del II Congreso Internacional de Escritores para la Defensa de la Cultura, así como, en la redacción de la famosa Ponencia Colectiva. En Memorabilia ha evocado Gil-Albert sus encuentros de aquellos días con Louis Aragon, Octavio Paz, junto al recuerdo de otros nombres, como Antonio Machado, Alberti, Miguel Hernández, José Bergamín.... Acabada la guerra va a parar a un campo de refugiados en Francia.
Se exilia desde 1939 a 1947 a México (adonde llega a bordo del buque Sinaia) y Argentina. En México es secretario de la revista Taller dirigida por Octavio Paz y hace crítica de cine en la revista Romance. Colabora también en Letras de México y El hijo Pródigo, con poemas y prosa. A fines de 1942 viaja a Buenos Aires y colabora en los diarios argentinos Sur y en la página literaria de La Nación. Allí conoce a Jorge Luis Borges y publica El convaleciente (1944).
Regresó a Valencia en 1947, viviendo un exilio interior fuera de las corrientes dominantes. Por esto algunos críticos lo consideran un miembro descolgado y aislado de la Generación del 27, aunque la fecha de publicación de su primera obra poética (1936) ha hecho a otros considerarlo parte de la Generación del 36 o, al menos, como un nexo entre ambas generaciones. 
Tras su regreso a España publica El existir medita su corriente (1949), Concertar es amor (1951) y se sume en un silencio nada inactivo. Su falta de contacto con los medios sociales y culturales del franquismo es absoluta y vive inmerso en años de febril e intensa escritura hasta que en 1972 la colección "Ocnos" publica Fuentes de la constancia, antología poética que le rescata para la crítica y en 1974 Crónica general, que le populariza entre el gran público. Seguirán Meta-Física (1974), Mesa revuelta, (1974), una reedición de Las ilusiones (1974). En Heraklés: sobre una manera de ser (1975), aborda el tema de la homosexualidad inspirándose en el Coridón de André Gide. Siguen Memorabilia (1975), Homenajes e impromptus (1976), A los presocráticos (1976), El ocioso y las profesiones (1979), Breviarium vitae (reeditado en 1979), etcétera.
La consagración definitiva le llegaría en 1982 con el Premio de las Letras del País Valenciano. Después recibió la medalla al Mérito de Bellas Artes, fue doctor Honoris Causa por la Universidad de Alicante e hijo predilecto de Alcoy. En 1983 en honor al poeta y ensayista, el Instituto de Estudios Alicantinos, creado en 1953 pasó a denominarse Instituto Alicantino de Cultura Juan Gil-Albert. Su Obra completa en prosa fue editada en 1985.
Juan Gil-Albert, vanguardista y surrealista en sus comienzos y poseedor de un gran y cuidado estilo, se muestra posteriormente más comprometido con la realidad de su tiempo a raíz de su experiencia durante la guerra civil española y el exilio. Siempre fiel a sí mismo e insobornable, rebelde a veces, de amplios referentes culturales grecolatinos y de una sensibilidad epicúrea y extrema hacia la belleza, se mueve entre la narración y la evocación, la reflexión y la crítica. Quizás por eso su obra en prosa es una de las más memorables del siglo XX y como poeta influyó poderosamente en la lírica de los años 1970, a partir sobre todo de su eclosión del año 1974. Es en ese año cuando publica su autobiografía en prosa, Crónica general (1974), así como, en años siguientes, los también autobiográficos Heraklés (1975) y Breviarium Vitae (1979).
La obra literaria y personalidad de Juan Gil-Albert, ha sido fuente de inspiración de artistas pertenecientes a las artes de la cinematografía, música y pintura. Creaciones artísticas como la película Valentín (2003) del cineasta Juan Luis Iborra, basada en la novela homónima de Juan Gil-Albert. Las composiciones Gilalbertiana (1979) del compositor y musicólogo José Doménech Part, Canción (1979) y Frondoso misterio (2001) del compositor Luis de Pablo y Nocturno (2019) del catedrático y compositor Miguel Brotóns. Así como, la pintura perteneciente al cuadro Retrato de Juan Gil-Albert (1940) del pintor Enrique Climent.

## Obras

### Poesía
- Misteriosa presencia. Sonetos, M., Héroe, mayo 1936
- Candente horror, Valencia, Nueva Cultura, 1936.
- Siete romances de guerra, Valencia, Nueva Cultura, 1937.
- Son nombres ignorados. Elegías. Himnos. Sonetos, B., Edic. Hora de España, 1938.
- Las ilusiones con los poemas de El Convaleciente, Bs. As., Imán, 1944.
- El existir medita su corriente. Poemas, Madrid, Librería Clan, 1949.
- Concertar es amor, M., Col. Adonais, 1951.
- Poesía: Carmina manu trementi duoere. Valencia: La Caña gris, 1961.
- La trama inextricable (prosa poesía crítica), Valencia, Col. Mis Cosechas, 1968.
- Fuentes de la constancia, B., Llibres de Sinera, 1972 (Antología poética con poemas inéditos).
- La Meta-física, B., Llibres de Sinera, 1974.
- A los presocráticos, seguido de Migajas del pan nuestro, Valencia, Lindes, 1976.
- Cantos rodados, Barcelona, Linosa, 1976
- Homenajes e in promptus, León, CSIC, 1976.
- El ocioso y las profesiones, Sevilla, Aldebarán, 1979.
- Razonamiento inagotable con una carta final. Madrid: Caballo Griego para la poesía, 1979. 114 p. ISBN 84-85417-04-6
- Mi voz comprometida (1936-1939) (Candente horror, Siete romances de guerra, Son nombres ignorados), B., Laia, 1980 (Edic. intr. y notas de Manuel Aznar).
- Obra poética completa. Alicante : Alfons El Magnànim; Valencia: Diputación Provincial de Valencia, 1981. 2 v. ISBN 84-00-04846-6
- Variaciones sobre un tema inextinguible, Sevilla, Renacimiento, 1981 ISBN 84-85424-03-4
- Antología poética, 1936-1976. Esplugues de Llobregat, Barcelona: Plaza & Janés, 1982. 336 p. ISBN 84-01-80971-1
- España, empeño de una ficción. Madrid: Júcar, 1984. 190 p. ISBN 84-334-4501-4
- Fuentes de la constancia. Madrid: Cátedra, 1984. 228 p. ISBN 8437604737
- Antología poética. Valencia: Consell Valencià de Cultura, D.L. 1993. 364 p. ISBN 84-482-0156-6
- Primera obra poética: 1936-1938. Valencia : Consell Valencià de Cultura, D.L. 1996. 206 p. ISBN 84-482-1177-4
- Concierto en Mí (antología poética), Sevilla, Renacimiento, 2004
- Poesía completa. Valencia: Ed. Pre-Textos, 2004. (Edic. y prólogo de María Paz Moreno. Intr. de Ángel L. Prieto de Paula). 955 p. ISBN 84-8191-613-7

### Prosa y ensayo
- Cómo pudieron ser. Valencia: Levante, 1929. 83 p.
- Gabriel Miró: (El escritor y el hombre). Valencia: [s.n.], 1931. 56 p.
- La mentira de las sombras: crítica cinematográfica publicada en "Romance", revista popular hispanoamericana, México, febrero de 1940-mayo de 1941.
- Intento de una catalogación valenciana (sobre Pedro de Valencia y su "región"), Valencia: Mis cosechas, 1955. 61 p.
- Taurina: (Crónica). [Madrid : s.n., 1962]. 11 p. Tirada aparte de Cuadernos Hispanoamericanos vol. 152-153
- Homenaje a los presocráticos. Madrid: s.n., 1963. 10 p. Es tirada aparte de Cuadernos Hispanoamericanos, abril de 1963. Vol. 160
- La trama inextricable: prosa, poesía, crítica; Mis cosechas. s.l. : s.n., 1968. 260 p.
- Concierto en "mi" menor. Alcoy: 1974. 159 p. ISBN 84-400-7146-9.
- Contra el cine. Valencia: Prometeo, 1974. 103 p. ISBN 8471991063
- Mesa revuelta. [Valencia: Fernando Torres, 1974]. 171 p. ISBN 84-7366-017-X
- Los días están contados. Barcelona : Tusquets, 1974. 166 p. ISBN 84-7223-039-2
- Valentín: homenaje a William Shakespeare. Barcelona: La Gaya Ciencia, 1974. 187 p. ISBN 8470800132
- Memorabilia. Barcelona: Tusquets, [1975]. 283 p. ISBN 84-7223-703-6
- Homenajes e in promptus. León: Institución Fray Bernardino de Sahagún: Diputación Provincial, 1976. 144 p. ISBN 8400042786
- Drama patrio: testimonio 1964. Barcelona: Tusquets, 1977. 134 p. ISBN 8472230554
- Un mundo: prosa, poesía, crítica. Valencia: el autor, 1978. 116 p. ISBN 84-300-0069-0
- Breviarium vitae. Alcoy: Caja de Ahorros de Alicante y Murcia, 1979. 2 v. ISBN 84-500-3227-X
- Los arcángeles: parábola. Barcelona : Laia, 1981. 109 p. ISBN 84-7222-994-7
- Concierto en "mi" menor; La trama inextricable; Memorabilia (1934-1939). Valencia : Alfons El Magnànim, 1982. 381 p. ISBN 8400050312
- El ocio y sus mitos. Málaga : Begar Ediciones, 1982. ISBN 84-86134-02-1
- El retrato oval. Barcelona : Seix-Barral, 1983, 92 p. ISBN 84-322-0478-1
- Vibración de estío. Alicante: Instituto de Cultura "Juan Gil-Albert", 1984. 156 p.
- Cartas a un amigo. Valencia: Pre-Textos, 1987. 162 p. ISBN 84-85081-85-4
- Yehudá Haleví. Madrid: Júcar, 1987. 172 p. ISBN 84-334-3063-7
- Tobeyo o Del amor: homenaje a México. Valencia: Pre-Textos; Alicante: Instituto de Cultura "Juan Gil-Albert", 1989. 181 p. ISBN 84-87101-14-3
- Crónica general. Valencia: Pre-Textos; Alicante: Instituto de Cultura "Juan Gil-Albert", 1995. 352 p.
- El ocioso y las profesiones Sevilla : María Auxiliadora, 1998. 46 p. ISBN 84-85086-40-6
- Breviarium vitae. Valencia: Pre-Textos; Alicante: Instituto de Cultura "Juan Gil-Albert", [1999]. 495 p. ISBN 84-8191-274-3
- Obra completa en prosa. Madrid: Consejo Superior de Investigaciones Científicas, 1999. 11 v. ISBN 8400049241
- Heraclés: sobre una manera de ser. Valencia: Pre-Textos; Alicante: Instituto de Cultura "Juan Gil-Albert", 2002. 152 p. ISBN 84-8191-433-9 (Texto escrito en 1975 sobre la condición del homosexual)
- La mentira de las sombras: crítica cinematográfica publicada en "Romance", revista popular hispanoamericana, México, febrero de 1940-mayo de 1941, Valencia: Pre-Textos, [2003]. 192 p. ISBN 84-8191-539-4

### Literatura dramática
- Montalbán Kroebel, Pedro (2006). La Fascinación de Gil-Albert. Valencia: Institució Alfons el Magnànim. ISBN 978-84-7822-463-0.